# Thorfinn Sigurdsson
Thorfinn Sigurdsson der Mächtige (skand.: Torfinn Sigurdsson Rike; norrøn: Þorfinnur Sigurðarson) (* um 1009; † 1065) war Jarl von Orkney.
Er gilt als der tatkräftigste Jarl in der Geschichte der Orkneys. Er war der Sohn von Orkneyjarl Sigurd Lodvesson, der 1014 in der Schlacht von Clontarf fiel, und einer Tochter des schottischen Königs Malcolm II. Diese wird jedoch nirgendwo sicher genannt. Er war verheiratet mit Ingeborg Finnsdatter aus Austrått in der Kommune Ørland in Sør-Trøndelag, (Norwegen) der Tochter des dortigen Häuptlings und Lehnsmannes Finn Arnesson. Mit ihr hatte er die Söhne Pål und Erlend und war der Großvater von Orkneyjarl Magnus Erlendsson, dem Schutzheiligen der Orkneys.
Nach der Orkneyinga saga erhielt er nach dem Tod seines Vaters von seinem Großvater Malcolm Caithness (Katanes) als Jarlsherrschaft. Orkney wurde als Jarltum auf Thorfinns Halbbrüder Sumarlide, Einar Vrangmunn und Bruse aufgeteilt. Nach nordischem Erbrecht stand Thorfinn neben seinen Halbbrüdern auch ein Teil des Jarltum Orkney zu. Als Sumarlinde 1018 starb, übernahm Thorfinn dessen Drittel. Das führte zum Krieg mit den beiden restlichen Halbbrüdern. Einar Vrangmunn war 1020 beseitigt worden und Bruse starb 1034. Der Sohn Bruses Røgnvald Bruseson herrschte dann mit ihm als Jarl, wurde aber 1046 von ihm getötet. Damit wurde Thorfinn alleiniger Jarl. Schon 1040 hatte er gemeinsam mit Macbeth den schottischen König Duncan I. bei Burghead besiegt. Thorfinn herrschte nun nach den Worten des isländischen Skalden Arnor Jarleskalds (isl.: Arnórr Þórðarson jarlaskáld 1022 – ca. 1070) von „Tussaskjær (auf Shetland) bis Dublin“ (siehe Königreich der Inseln).
Seit König Olav der Heilige von Norwegen zwischen ihm und seinem Halbbruder Bruse vorübergehend Frieden gestiftet hatte, hatte er seinen Zugriff auf das Jarltum von Orkney und die übrigen Inseln verstärkt. So hatte Thorfinn zwei Herren, denen er verpflichtet war: den norwegischen und den schottischen König.
Thorfinnur besuchte Norwegen 1047, als Harald Hardråde König geworden war. Der Orkeyinga saga zufolge reiste er 1049/1050 über Dänemark quer durch Europa nach Rom, wo er Papst Leo IX. besucht haben soll. Er soll danach weniger ein Heerkönig gewesen sein als vielmehr ein Gesetzgeber.
Auf dem Brough of Birsay auf Mainland ließ er wahrscheinlich nach der Romfahrt eine Kirche bauen und errichtete in Birsay einen Bischofssitz. Die heutige Kirche dort ist nach archäologischen Erkenntnissen aber nicht die Bischofskirche, sondern nur eine Kapelle.